# Малышев, Владимир Степанович
Малышев Владимир Степанович (укр. Малишев Володимир Степанович; род. 26 июля 1950, Донецк, Донецкая область, УССР, СССР) — генерал-полковник милиции Украины, Народный депутат Украины V, VI, VII созывов (2006—2014), кандидат юридических наук (2013), Заслуженный юрист Украины (1997). Почетный гражданин Александровского района Донецкой области (решение № 4 / 35-235 Александровской районного совета от 21 декабря 2005).

## Биография
Родился 26 июля 1950 года в г. Сталино, переименованном в 1961 году в. Донецк. Отец, Малышев Степан Кузьмич, сталевар. Мать, Малышева Анна Дмитриевна.

#### Учёба
В 1974 году окончил вечернее отделение Донецкого металлургического техникума, по специальности «Техник-металлург».
С 1975 по 1980 год учился в Харьковском юридическом институте, специальность: «Правоведение».
С 1989 по 1991 год учился в Академии МВД СССР, специальность: «Организация управления в сфере правопорядка».

#### Трудовая деятельность
С 1967 по 1969 год — слесарь цеха металлических конструкций Донецкого металлургического завода.
С 1971 по 1975 год — старший контролёр отдела технического качества мартеновского цеха Донецкого металлургического завода.
С марта 2005 по май 2006 года занимал должность директора департамента по безопасности АО «Систем Кэпитал Менеджмент»

#### Служба в вооружённых силах и органах правопорядка
С ноября 1969 по ноябрь 1971 года — служба в Группе советских войск в Германии
В соответствии с постановлением ЦК КПСС и Совета Министров СССР от 19 ноября 1968 принципиально нового порядка комплектования милиции путём направления на службу в милицию лучших представителей трудовых активов с предыдущим обсуждением кандидатур на собрании партийных и профсоюзных организаций и Положением о советской милиции, введённому в действие с 1 июля 1973, был направлен на работу в органы советской милиции.
Май 1975 — июнь 1976 — участковый инспектор милиции Куйбышевского райотдела внутренних дел г. Донецк. Первый учитель — Дмитрий Егорович Балычевцев.
Июнь 1976 — октябрь 1978 — инспектор по профилактической службы ОКР Куйбышевского РОВД. Донецкая
Октябрь 1978 — февраль 1980 — следователь Куйбышевского РОВД. Донецкая
Февраль 1980 — ноябрь 1983 — заместитель начальника Куйбышевского РОВД. Донецкая
Ноябрь 1983 — февраль 1984 — и. о. начальника Калининского РОВД. Донецкая
Февраль 1984 — апрель 1984 — начальник Калининского РОВД. Донецкая
Апрель 1984 — март 1988 — начальник Куйбышевского РОВД. Донецкая
Март 1988 — август 1989 — заместитель начальника УВД Донецкого горисполкома
Август 1989 — январь 1991 — слушатель Академии МВД СССР
Январь 1991 — март 1994 — начальник Калининского РОВД. Донецкая
Апрель 1994 — освобождён от МВД Украины в связи в избранное судьей Калининского районного суда г. Донецка
Апрель 1994 — май 1995 судья Калининского районного суда г. Донецка
Май 1995 — июнь 1998 — заместитель начальника Управления — начальник следственного управления МВД Украины в Донецкой области
Июнь 1998 — май 2000 — первый заместитель начальника, начальник УБОП УМВД Украины в Донецкой области.
Май 2000 — январь 2005 — начальник УМВД Украины в Донецкой области.

## Политическая деятельность
Депутат Донецкого облсовета (март 2002 — апрель 2006), член Комиссии по вопросам экономической политики, бюджета и финансов
С июня 2006 года — народный депутат Верховной Рады Украины V созыва (от Партии регионов, № 64 в списке). Член Комитета по вопросам законодательного обеспечения правоохранительной деятельности (с июля 2006 года).
С ноября 2007 года — народный депутат Верховной Рады Украины VI созыва (от Партии регионов, № 64 в списке). Глава Комитета по вопросам законодательного обеспечения правоохранительной деятельности (с декабря 2007 года), председатель подкомитета по вопросам законодательного обеспечения и парламентского контроля за деятельностью органов внутренних дел и других правоохранительных органов (с января 2008 года).
С ноября 2012 по 27 ноября 2014 года — народный депутат Верховной Рады Украины VII созыва (№ 62 в партийном списке Партии регионов Украины). Председатель подкомитета по вопросам законодательного обеспечения и парламентского контроля за деятельностью органов внутренних дел и других правоохранительных органов.

## Награды

### Ордена
- Орден «За Заслуги» III степени (3 июля 2001[6])
- Орден «За Заслуги» II степени (26 июля 2010[7]),
- Орден Преподобного Ильи Муромца 2 степени (2002 год)
- Орден Преподобного Нестора Летописца 2 степени (2008 год)
- Орден Святого Равноапостольного князя Владимира 2 степени (2010 год)
- Орден Почаевской иконы Божией Матери (2011 год)
- Орден 1025-летия Крещения Киевской Руси (2013 год)
- Орден Украинской Православной Церкви Святого. Петра Могилы (11 ноября 2015)

### Почетные грамоты
- Почётная грамота Кабинета Министров Украины (2002)
- Почётная грамота Верховной Рады Украины (2004)

### Медали
- «За безупречную службу» III (1983), II (1988), I в. (1993),

### Нагрудные знаки и награды
- Почётный знак Академии МВД СССР (1991).
- Почётный знак МВД Украины (2000).
- Неоднократно был награждён другими многочисленными медалями и наградами.